# ТА-12
ТА-12 — авиационный вспомогательный газотурбинный двигатель, предназначенный для воздушного запуска маршевых двигателей, кондиционирования салонов самолётов, питания бортовой сети электроэнергией переменного и постоянного тока на земле и в полёте. Разработан в 1979 году на ОАО НПП «Аэросила» для установки на самолёты типа Ан-70, Ан-74, Ан-124, Ан-225, Бе-200, Ил-76, Ту-95МС, Ту-154М, Ту-160 и Ту-204. Также поставляется на экспорт в Китай. ТА-12 производится на ОАО «Уфимское агрегатное предприятие „Гидравлика“». Может эксплуатироваться в любых климатических зонах при температуре окружающего воздуха до ±60°C. Двигатель работает на авиационном керосине марок Т-1, ТС-1, РТ или иностранных аналогах. Запуск осуществляется от генератора-стартера постоянного тока на высоте до 4500 м.

## Конструкция
Двигатель состоит из четырёхступенчатого осевого компрессора (колесо первой ступени диагональное), трёхступенчатой осевой турбины, стартёр-генератора постоянного тока ГС-12ТО и генератора переменного тока ГТ40ПЧ8Б. Запуск обеспечивают стартёр-генератор, агрегат зажигания, пусковой компрессор и пусковой насос, для управления ТА-12 на борту ВС устанавливаются автоматическая панель двигателя АПД-30ТА и электронный регулятор режимов работы ЭРРД-12. АПД-30ТА, в отличие от старых модификаций АПД-30, работающих с ВСУ ТА-6 и другими, выполнена в виде быстросъёмного блока, устанавливаемого в монтажную раму стандарта ARINC 600. ЭРРД-12 также выполнен для установки в монтажную раму, получает сигнал с датчиков оборотов ротора и термопар измерения температуры выходящих газов, и выдаёт сигналы 27 В о достижении определённых оборотов (55 % выключения стартёра, 90 % выхода на режим, предельных 108 % и др.) и предельной температуры газов.

## Модификации
- ТА-12А — выпущена в 1979 году для самолётов Ту-154М, Ту-160, Ил-76МД, А-40 «Альбатрос» и вертолёта Ми-26. От базовой версии отличается отсутствием воздухозаборника на входе в компрессор.
- ТА-12-60 — глубокая модификация двигателя, выпущена в 1986 году для самолётов Ту-204, Ту-334, Бе-200. Оборудован электростартёром СТ-117 и генератором переменного тока ГТ60ПЧ8Б.
- ТА-12 — ВСУ для транспортных самолётов Ан-74, Ан-124, Ан-225.

## Характеристики
- Эквивалентная воздушная мощность — 287 кВт
- Высотность запуска — 7000 м
- Расход топлива — 250 кг/ч
- Масса, без генератора — 290 кг
- Габаритные размеры — 1588 × 682 × 721 мм